# بيت شايع (ذي السفال)

تعديل مصدري - تعديل

بيت شايع محلة تابعة لقرية الوادي، التابعة لعزلة الصفة بمديرية ذي السفال إحدى مديريات محافظة إب في الجمهورية اليمنية، بلغ تعداد سكانها 147 حسب تعداد اليمن لعام 2004.